# Halowe Mistrzostwa Europy w Lekkoatletyce 1971 – bieg na 400 m kobiet
Bieg na 400 metrów kobiet – jedna z konkurencji biegowych rozgrywanych podczas halowych lekkoatletycznych mistrzostw Europy w hali Festiwalna w Sofii. Eliminacje i półfinały zostały rozegrane 13 marca, a bieg finałowy 14 marca 1971. Zwyciężyła reprezentantka Związku Radzieckiego Wira Popkowa. Tytułu zdobytego na  poprzednich mistrzostwach nie broniła Marilyn Neufville z Wielkiej Brytanii.

## Rezultaty

### Eliminacje
Rozegrano 4 biegi eliminacyjne, do których przystąpiło 14 biegaczek. Awans do półfinału dawało zajęcie jednego z pierwszych dwóch miejsc w swoim biegu (Q).
Opracowano na podstawie materiału źródłowego.
Bieg 1
| Miejsce | Zawodniczka          | Czas | Uwagi |
| ------- | -------------------- | ---- | ----- |
| 1       | Inge Bödding         | 55,5 | Q     |
| 2       | Elisabeth Randerz    | 55,6 | Q     |
| 3       | Nadieżda Kolesnikowa | 56,0 |       |
| 4       | Francine van Assche  | 57,5 |       |

Bieg 2
| Miejsce | Zawodniczka        | Czas | Uwagi |
| ------- | ------------------ | ---- | ----- |
| 1       | Gisela Ellenberger | 56,5 | Q     |
| 2       | Ursula Meyer       | 56,6 | Q,    |
| 3       | Éliane Jacq        | 58,0 |       |

Bieg 3
| Miejsce | Zawodniczka      | Czas | Uwagi |
| ------- | ---------------- | ---- | ----- |
| 1       | Wira Popkowa     | 54,7 | Q     |
| 2       | Maria Sykora     | 55,3 | Q,    |
| 3       | Stefka Jordanowa | 55,6 |       |

Bieg 4
| Miejsce | Zawodniczka      | Czas | Uwagi |
| ------- | ---------------- | ---- | ----- |
| 1       | Swetła Złatewa   | 54,1 | Q     |
| 2       | Gisela Ahlemeyer | 55,5 | Q     |
| 3       | Chantal Leclerc  | 55,5 |       |
| 4       | Lubow Finogenowa | 55,8 |       |

### Półfinały
Rozegrano 2 biegi półfinałowe, w których wystartowało 8 biegaczek. Awans do finału dawało zajęcie jednego z dwóch pierwszych miejsc w swoim biegu (Q).
Opracowano na podstawie materiału źródłowego.
Bieg 1
| Miejsce | Zawodniczka      | Czas | Uwagi |
| ------- | ---------------- | ---- | ----- |
| 1       | Swetła Złatewa   | 54,5 | Q     |
| 2       | Inge Bödding     | 54,8 | Q     |
| 3       | Ursula Meyer     | 55,5 | NR    |
| 4       | Gisela Ahlemeyer | 56,3 |       |

Bieg 2
| Miejsce | Zawodniczka        | Czas | Uwagi |
| ------- | ------------------ | ---- | ----- |
| 1       | Wira Popkowa       | 54,8 | Q     |
| 2       | Maria Sykora       | 55,2 | Q,    |
| 3       | Gisela Ellenberger | 56,0 |       |
| 4       | Elisabeth Randerz  | 57,3 |       |

### Finał
Opracowano na podstawie materiału źródłowego.
| Miejsce | Zawodniczka    | Czas | Uwagi |
| ------- | -------------- | ---- | ----- |
| 1       | Wira Popkowa   | 53,7 |       |
| 2       | Inge Bödding   | 54,3 |       |
| 3       | Maria Sykora   | 54,4 | NR    |
| 4       | Swetła Złatewa | 54,6 |       |